# Angelfish
Angelfish war eine britische Alternative-Rock-Band Anfang der 1990er Jahre, die aus der Band Goodbye Mr. Mackenzie hervorging. Der Musikstil bewegt sich zwischen Gothic und College Rock. Lead-Sängerin war Shirley Manson, die bei einer Ausstrahlung des Musikvideos von Angelfishs Suffocate Me auf MTV von den Produzenten Steve Marker und Butch Vig für ihre Band Garbage entdeckt wurde. Angelfish veröffentlichten ein Album und zwei Singles, bevor die Band nach dem Weggang von Shirley Manson aufgelöst wurde. Liveauftritte absolvierten sie in den USA, Schottland, Kanada, Frankreich und Belgien. Ihren letzten Gig bestritt die Band am 17. Dezember 1995 in Glasgow, Schottland.
Angelfish ist auch der Name des 1996 erschienenen Albums der englischen Rockgruppe And Also the Trees, die in den achtziger Jahren zunächst von Post-Punk-Einflüssen geprägt wurde, später dann aber in ihren Veröffentlichungen Gitarreneinflüsse der 1950er Jahre neu interpretierte.

## Diskografie
EPs
- 1993: Suffocate Me (Wasteland/Caroline Records)

Singles
- 1994: Heartbreak to Hate (Radioactive Records/MCA Records)

Alben
- 1994: Angelfish (Radioactive Records/MCA Records)